# 히코사키촌
히코사키촌(彦崎村)은 오카야마현 고지마군에 있던 촌이다. 현재의 구라시키시의 일부에 해당한다.

## 역사
- 1889년 6월 1일 - 정촌제 시행에 의해 고지마군 히코사키촌이 성립하였다.
- 1906년 4월 1일 - 기미촌 (일부), 후쿠오카촌과 합병해 고나이촌이 신설, 잔부는 나다촌과 합병해 나다사키촌이 신설하여 폐지되었다.

## 참고문헌
- 角川日本地名大辞典 33 岡山県
- 『市町村名変遷辞典』東京堂出版、1990年。